# Chrysotus logvinovskii
Chrysotus logvinovskii är en tvåvingeart som beskrevs av Negrobov, Tsurikov och Maslova 2000. Chrysotus logvinovskii ingår i släktet Chrysotus och familjen styltflugor. Inga underarter finns listade i Catalogue of Life.